# Branding (modificação corporal)

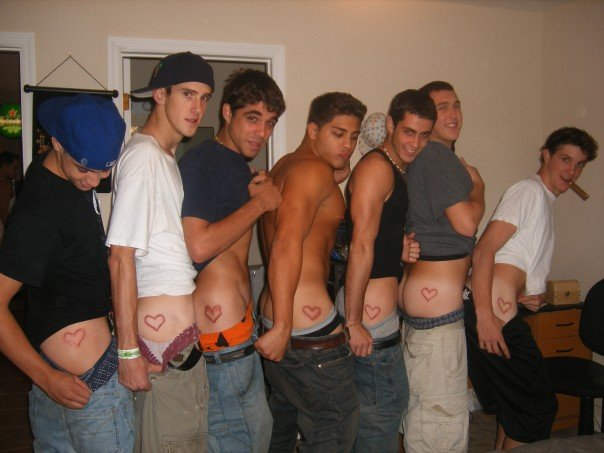
Jovens tatuados através do branding na nádega

Branding é uma modificação corporal realizada através de um ferro quente encostado na pele, produzindo desenhos permanentes. A técnica assemelha-se àquela utilizada para marcar o gado. O tatuador aquece o ferro com o desenho, geralmente com um maçarico e logo após o metal ficar em brasa é encostado na pele. A prática é extremamente dolorosa, traumática e arriscada pela dificuldade da cicatrização causada pela queimadura. Os locais mais comuns utilizados pelos praticantes são seios, nádegas, parte interna do braço e coxa e região lombar. O marcador utilizado apresenta em sua ponta um desenho moldado de ferro de linhas curvilíneas sem conexão, com o intuito do desenho, ao cicatrizar, mantenha seu design.
Pode ser realizado, de forma mais artesanal utilizando-se uma caneta, friccionada constantemente sobre a pele até produzir o desenho desejado. Geralmente, o branding realizado desta forma, é menos invasivo e pode não marcar permanentemente a pele.
Historicamente, esta prática é considerada como símbolo de escravidão ou criminalidade, pois marcava-se os indivíduos com tal status na Idade Média. É utilizado, dentro do contexto BDSM, em relações duradouras para significar propriedade do parceiro.